# 李慧珍 (政治人物)
李慧珍（1937年9月—），女，汉族，广东南海人，中华人民共和国政治人物，曾任九三学社中央委员会常务委员、吉林省委员会主任委员，吉林省政协副主席，第九、十届全国政协委员。